# Bentanat
Bentanat, ou Bentânat (nom d'origine asiatique signifiant « La fille d'Ânat »), est une reine d'Égypte de la XIXe dynastie, elle est à la fois la fille aînée et l'une des grandes épouses royales (honorifique) de Ramsès II,.

## Généalogie
La princesse est la fille aînée de Ramsès II et la seule fille connue de la reine Isis-Néféret. Son rang parmi les princesses indique qu'elle est probablement née pendant le règne de son grand-père Séthi Ier et devait être âgée de 6 ou 7 ans à l'avènement de Ramsès II.
Certains chercheurs ont fait des princesses Bentanat, Baketmout, Néfertari II et Nebettaouy les enfants de Néfertari sur la base des statues de ces princesses sur la façade du grand temple d'Abou Simbel, mais rien n'indique qu'elles soient les enfants de cette reine car elles ne sont jamais représentées dans la liste des enfants du couple à Abou Simbel, spécialement pour Bentanat qui est bien attestée en tant que fille d'Isis-Néféret. En réalité, aucune de ces princesses n'est attestée sur la façade du petit temple d'Abou Simbel qui est dédiée à la grande épouse royale Néfertari et à ses enfants. Ceci montre donc qu'aucune de ces filles n'était la fille de Néfertari.
La princesse devient épouse royale à une date indéterminée, mais avant l'an 20 du règne, comme l'atteste la graphie de la titulature du roi dans la grande salle du grand temple d'Abou Simbel. Elle devient par la suite grande épouse royale avant toutes les autres filles de Ramsès II, entre l'an 30 et l'an 33-34. Elle a peut-être survécu à son père, car un relief la représente sur une statue de Mérenptah alors devenu roi.
Quelques spécialistes, dont Christiane Desroches Noblecourt, avancent qu'elle donne à Ramsès II une fille, au nom également de Bentanat II, mais d'autres, comme Christian Leblanc réfutent cette proposition qui selon eux ne repose sur aucune preuve concrète. Une jeune fille, figurée avec la tresse de l'enfance mais sans nom associé, est présente deux fois dans la tombe de la reine, dont l'une des figurations est associée à la légende « fille royale de son ventre ». Si certains y ont vu la preuve de l'existence d'une fille de Bentanat et de Ramsès II, d'autres préfèrent y voir une jeune princesse, fille de Ramsès II née bien après Bentanat, qui aurait tissé un lien particulier avec la reine. Ces chercheurs prennent pour parallèle la statue de Mouttouya sur laquelle est présente la princesse Hénoutmirê, fille de Ramsès II et donc petite-fille de Mouttouya.

## Attestations

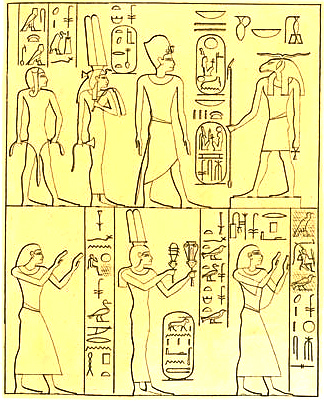
Bentanat fille et épouse de Ramsès II jouant du sistre entre ses frères Ramessou et Mérenptah lors d'une cérémonie conduite par le roi et son épouse Isis-Néféret, mère de Bentanat suivie de Khâemouaset - Assouan.

La princesse apparaît en première position dans plusieurs processions de princesses, comme au grand temple d'Abou Simbel et au temple (en) de Derr. Elle porte bien sûr le titre de « fille royale » sur ces processions, mais également celui de « supérieure des recluses d'Amon » sur la procession du mur ouest de la cour du temple de Louxor.
La princesse est attestée par d'autres monuments, dont :
- elle est présente en tant que « fille royale » sur la façade du grand temple d'Abou Simbel, à côté de la jambe gauche du second colosse sud ; elle figure coiffée de la dépouille d'un vautour et de hautes plumes[8] ;
- dans la grande salle du grand temple d'Abou Simbel, Bentanat est figurée sur le troisième pilier sud et est désignée comme « fille royale » et « épouse royale » ; la graphie de la titulature du roi permet de dater ce relief d'avant l'an 20[3] ;
- dans le temple de Ramsès II à El Kab se trouve une représentation d'un prêtre, Iounmoutef, et des princesses Bentanat et Mérytamon ; la scène comporte des cartouches et les princesses portent des baguettes ; Bentanat est appelée « fille royale » et « épouse royale », tandis qu'aucun titre n'est donné pour Mérytamon ; les deux princesses ont toutes deux un modius sans pédoncule, secouent un sistre et portent une baguette à tête de gazelle ; elles font face à Iounmoutef (« pilier de sa mère »), une divinité solaire souvent associée au prince héritier[9] ;
- dans la cour du temple de Louxor, elle est présente à gauche de deux colosses usurpés d'Amenhotep III, situés l'un dans la colonnade est, l'autre dans la colonnade ouest ; elle y est désignée comme le titre « épouse royale »[3] ;
- à Memphis, Bentanat est figurée à gauche sur un colosse de granite rose découvert en 1852, tandis que son frère Khâemouaset ; la reine est désignée comme « épouse royale » et est figurée avec une perruque tripartite coiffée de hautes plumes à cornes lyriformes[3] ;
- deux statues découvertes en 1915 au temple d'Hérishef à Héracléopolis la présentent à droite de Ramsès II comme « épouse royale », tandis qu'à gauche se trouve Mérytamon qualifiée de « fille royale et épouse royale »[10] ;
- un colosse de Pi-Ramsès, aujourd'hui dans la zone centrale de Tanis, associent également les princesses et reines Bentanat et Mérytamon avec le titre «  d'épouse royale »[11] ;
- sur le colosse sud devant le IIe pylône du temple d'Amon à Karnak, elle est figurée sur le flanc gauche et est désignée comme la « fille royale et épouse royale » tandis que le pilier dorsal est inscrit un nom d'Horus attestant l'épithète « possesseur de fêtes-Sed comme son père Ptah-Taténen », attestant donc que Bentanat n'était encore qu'épouse royale lors de la première fête-Sed du roi[5] ;
- deux scènes, exécutées par son frère Khâemouaset après l'an 20 (déduction de la graphie de graphie des cartouches royaux), montrent la reine Isis-Néféret debout derrière le roi en présence de divinités[12] :
  - la première scène, gravée sur un rocher proche d'Assouan, montre au registre supérieur le roi Ramsès II, Isis-Néféret (coiffée de deux hautes plumes et qualifiée d'épouse royale) et Khâemouaset (prêtre Iounmoutef et prêtre-sem) devant le dieu Khnoum, et au registre inférieur les princes Ramessou (qualifié de prince héritier), Bentanat (qualifiée de grande épouse royale et agitant les sistres) et Mérenptah[13] ;
  - la seconde scène, figurée sur une stèle gravée sur l'un des piliers du spéos d'Horemheb au Gebel Silsileh, montre au registre supérieur Ramsès II, Isis-Néféret (coiffée de deux hautes plumes à cornes lyriformes et qualifée de grande épouse royale) et Bentanat (qualifiée également de grande épouse royale) avec une figure de Khâemouaset beaucoup plus petite devant les dieux Ptah et Néfertoum ; le registre inférieur montre le prince Ramessou et le prince (futur pharaon) Mérenptah[14] ;
- Bentanat est aussi présente au Sarabit al-Khadim au Sinaï, sur le côté gauche d'une statue porte-enseigne de Ramsès II et dont l'inscription atteste à nouveau l'épithète « possesseur de fêtes-Sed comme son père Ptah-Taténen »[6] ;
- trois colosses de Ramsès II attestent également le statut de grande épouse royale de Bentanat :
  - le colosse découvert en 1991 à Akhmîm et devant avoisiner les treize mètres de haut : la princesse et sa demi-sœur cadette Mérytamon sont sculptées en ronde-bosse à l'avant du trône, derrière les jambes du roi, et sont désignées cette fois-ci avec le titre de « grande épouse royale » : concernant Mérytamon, « la fille royale, son aimée, la grande épouse royale Mérytamon, jeune (soit-elle) ! » et concernant Bentanat : « la fille royale de son ventre, son aimée, la grande épouse royale Bentanat » ; le colosse était dédié à Harsiesis[15] ;
  - un colosse aujourd'hui débité en plusieurs fragments et découvert à Tanis[6] ;
  - le colosse sud dressé devant l'entrée du temple hémispéos de l'Ouadi es-Seboua[6] ;
- une statue assise de Ramsès II découverte dans la zone sud du site d'Hermopolis est datée entre l'an 42 et 56 par la graphie de la titulature du roi ; la reine est représentée gravée derrière la jambe droite du roi et est accompagnée d'une légende qui la présente comme « la noble dame grande d'éloges, la maîtresse de Haute et Basse-Égypte, la fille royale et grande épouse royale Bentanat, douée de vie (soit-elle) ! » ; du côté gauche devait se trouvent les mêmes titres associés à un nom endommagé qui devait être celui d'Hénoutmirê[6] ;
- un bouchon de jarre découvert dans un magasin du temple de Séthi Ier à Gournah, attestant qu'un domaine viticole lui avait été octroyé[6] ;
- elle est aussi figurée en relief du côté gauche d'une statue de Mérenptah, usurpée d'Amenhotep III, et qui se trouvait devant l'entrée orientale de l'avant-cour du temple de Louxor ; la reine est coiffée des deux hautes plus à cornes lyriformes et est qualifiée de « fille royale, sœur royale et grande épouse royale Bentanat, vivante (soit-elle) ! »[6] ;
- une tombe (QV71) dans la vallée des Reines, entre celle de Mérytamon à l'ouest et celle d'Hénouttaouy à l'est ; il est possible que les deux tombes de Bentanat et de Mérytamon, aux plans similaires, aient été commencées à être creusées en même temps quand elles étaient encore de simples épouses royales[16].

## Sépulture

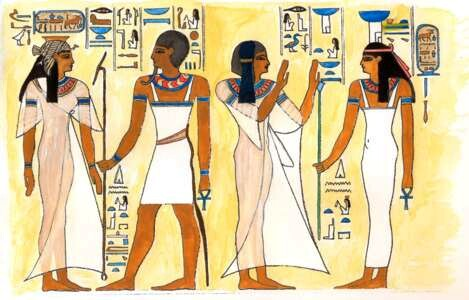
Dessin d'une des scènes de la tombe de Bentanat dans la vallée des Reines.

Bentanat est enterré dans la tombe QV71 dans la vallée des Reines, située entre la tombe de sa demi-sœur Mérytamon à l'ouest et celle de sa demi-sœur Hénouttaouy à l'est. La tombe a été pillée dès la fin du Nouvel Empire, puis incendiée, si bien que le décor des murs, sculpté sur enduit, offre une couche de suie solidifiée. La tombe, orientée vers le nord, est composée d'une antichambre accessible depuis l'escallier d'entrée, d'un caveau accessible depuis l'antichambre, d'une niche au bout du caveau et de deux annexes accessibles depuis l'antichambre, une sur le mur est et l'autre autre sur le mur ouest. Le décor n'a été réalisé que sur un seul registre et montre Bentanat devant les dieux. Deux figurations d'une jeune fille avec la tresse de l'enfance accompagnent la grande épouse royale Bentanat : cette jeune fille a été l'objet de débats (voir le paragraphe Généalogie).
La tombe, accessible depuis longtemps, n'a été fouillée et restaurée qu'à partir des années 1970. Plusieurs ouchebtis de la reine, mentionnant son titre de « grande épouse royale », ont été découverts dans la tombe. À Memphis, dans la tombe d'Horemheb qu'il s'était faite construire avant qu'il ne devienne roi, deux ouchebtis y ont été découverts mentionnant le nom de Bentanat et portant uniquement le titre de « fille royale ». De même, un sarcophage en granite rose (JE 47370), usurpé tardivement, de provenance incertaine (même si certains chercheurs avancent une origine thébaine) et aujourd'hui conservé au Musée égyptien du Caire, porte le nom de Bentanat titrée uniquement de « fille royale ». Pour expliquer ces éléments, il a été proposé qu'une première tombe située à Memphis avait été commanditée quand Bentanat n'était alors qu'une princesse, tombe et équipement funéraire abandonnés lorsqu'elle est devenue reine. 
Il est à noter que son frère Khâemouaset et probablement sa mère Isis-Néféret sont enterrés à Saqqarah tandis que son autre frère Mérenptah était surtout attesté en Basse-Égypte en tant que prince et que son sarcophage réalisé lorsqu'il était encore prince a été réutilisé à Tanis par le roi de la XXIe dynastie Psousennès Ier, époque pendant laquelle les rois tanites ne contrôlaient pas la région thébaine. Ces éléments vont dans le sens d'un ancrage memphite de la lignée d'Isis-Néféret et accrédite l'hypothèse d'une tombe de Bentanat en tant que princesse dans la nécropole memphite.